# جوزيف س. كيتينغ جونيور
جوزيف س. كيتينغ جونيور (بالإنجليزية: Joseph C. Keating, Jr.)‏ هو عالم نفس ومؤرخ أمريكي، ولد في 1950، وتوفي في 2007.